# ایمی برا
ایمی برا (به انگلیسی: Ami Bera) نمایندهٔ حوزه انتخابیه هفتم کالیفرنیا از حزب دموکرات ایالات متحده آمریکا در مجلس نمایندگان ایالات متحده آمریکا است که برای نخستین‌بار در ۶ ژانویه ۲۰۱۳ میلادی به‌عضویت این مجلس درآمد.